# Protidorrachia
La protidorrachia o proteinorrachia è la concentrazione delle proteine all'interno del liquido cefalorachidiano (liquor); il normale contenuto proteico del liquor è di circa 0,20-0,45 grammi per litro, ossia una concentrazione circa 100 volte inferiore a quella del plasma sanguigno. Un aumento di concentrazione delle proteine può derivare da un danneggiamento della barriera ematoencefalica, con conseguente ingresso libero di molecole polipeptidiche nel liquor, oppure, più frequentemente, da un aumento della produzione di immunoglobuline (sono esse stesse delle glicoproteine) all'interno del sistema nervoso centrale, durante processi infettivi.
In età infantile e senile si osserva abitualmente una protidorrachia lievemente superiore a quella riscontrabile nei soggetti adolescenti e giovani adulti parimenti sani.
Alcune malattie infettive, come le meningiti (soprattutto quelle ad eziologia batterica), possono determinare un forte aumento della protidorrachia. Elevate concentrazioni proteiche nel liquor sono riscontrabili, per esempio, nella criptococcosi, nella meningite tubercolare e nelle forme di borreliosi con coinvolgimento neurologico. Una protidorrachia superiore a 1,5 grammi per litro in caso di meningite batterica in atto è un segno clinico ad altissima specificità, ma con una sensibilità di poco superiore al 50%. Le meningiti da criptococco, soprattutto in pazienti affetti da AIDS, possono portare la protidorrachia a valori ben superiori a un grammo per litro.
Le infezioni virali che coinvolgono il sistema nervoso centrale, come le encefaliti da herpes simplex o le meningiti virali, in genere fanno aumentare la protidorrachia in modo meno marcato rispetto alle infezioni batteriche e, in alcuni casi, non la fanno aumentare affatto.